# Norrby Idrottsförening
O Norrby Idrottsförening, ou simplesmente Norrby IF, é um clube de futebol da Suécia fundado em 27 de abril de 1927. Sua sede fica localizada em Borås.
Em 2009 disputou a Division 2 Mellersta Götaland, uma das seis ligas da quarta divisão do futebol sueco, terminando na primeira colocação dentre 12 clubes participantes. Foi promovido para a Division 1 em 2010.